# 徐类思
徐類思（義大利語：：1818年4月9日—1862年9月12日；又名：徐伯達），是天主教義大利籍主教及方濟會會士。曾任江南宗座代牧區宗座代牧（1855年-1856年）和湖北宗座代區牧宗座代牧（1856年-1862年）。

## 生平

### 早年生活
徐類思出生於1818年4月9日，在義大利倫巴第-威尼托王國帕維亞省蒙特貝洛-德拉巴塔利亞。1836年，17歲時加入方濟會。1845年初，徐類思26歲時晉鐸後，被派遣前往中國傳教，服務於江南地區。

### 南京主教
1848年9月19日，徐類思30歲時獲時任教宗庇護九世委任為南京教區助理主教，領銜希臘特斯皮亞教區主教。1849年9月9日，在上海浦東鄉下的張家樓聖盎博羅削堂，由南京教區署理主教趙方濟主禮晉牧，張家樓為其駐地。1850年6月將教區修道院也遷往張家樓。
1855年11月2日，南京教區署理主教趙方濟去世，37歲的徐主教駐紮上海小南門外董家渡聖方濟各沙勿略堂。1856年1月21日，聖座宣佈將南京教區降格為江南宗座代牧區，並轉交由耶穌會會士負責管理。

### 湖北宗座代
同年4月8日，時任教宗庇護九世發佈《來自天上的權力》通諭，將湖廣宗座代牧區一分為二，成立湖北宗座代牧區和湖南宗座代牧區。徐類思主教出任湖北宗座代牧區宗座代牧。
同年11月，徐主教率領英屬香港聖神修院的30多名湖北籍修生抵達武昌。但由於遭到反對，只能將主教公署設于應城縣鄉下。1859年8月，徐主教赴羅馬向教宗述職。1860年1月24日，時任教宗庇護九世委任徐類思主教為中華全國教務巡閱使。同年7月，徐主教抵達上海，視察江南和河南等地教務。
1861年9月15日，徐類思主教主禮晉牧明位篤為湖北宗座代牧區助理宗座代牧。1862年9月12日，徐類思主教因腦溢血病逝于清朝湖北省武昌，享年44歲。